# 喬·萊特
喬·萊特（英語：Joe Wright，1972年8月25日—），英國導演，曾两次獲得英國電影和電視藝術學院獎項，两次獲得金球獎提名。代表作為《傲慢與偏見》與。

## 早期生活与事业
萊特於1972年8月25日生於倫敦。他的父母都在位於伊斯靈頓的木偶劇場小天使劇場工作。
萊特一直對藝術很感興趣，尤其是繪畫。他還經常用自己的“Super 8”相機拍片子或者在戲劇社演出。由於萊特有閱讀困難，他沒有拿到英國普通中學畢業文憑就離開了學校。

## 代表作

### 傲慢與偏見
2005年電影，改編自珍·奧斯汀同名小說，由主演。榮獲奧斯卡金像獎4項提名（包括奧斯卡最佳女主角獎）、英國電影和電視藝術學院7項提名（萊特獲得最佳新人），以及其他許多的獎項與提名。

### 
2007年電影，改編自同名小說，萊特再度與合作，其他包括。榮獲7項金球獎提名，萊特也入圍最佳導演獎。

## 作品

### 執導
| 年度   | 片名                   | 備注     | 奧斯卡金像獎提名 | 奧斯卡金像獎獲獎 |
| ------ | ---------------------- | -------- | ---------------- | ---------------- |
| 1997年 | 《Crocodile Snap》     |          |                  |                  |
| 1998年 | 《The End》            |          |                  |                  |
| 2000年 | 《Nature Boy》         | 迷你影集 |                  |                  |
| 2001年 | 《Bob & Rose》         | 電視影集 |                  |                  |
| 2002年 | 《Bodily Harm》        | 迷你影集 |                  |                  |
| 2003年 | 《查理二世》           | 迷你影集 |                  |                  |
| 2005年 | 《傲慢與偏見》         |          | 4                | 0                |
| 2007年 | 《》                   |          | 7                | 1                |
| 2009年 | 《心灵独奏》           |          |                  |                  |
| 2011年 | 《少女殺手的奇幻旅程》 |          |                  |                  |
| 2012年 | 《安娜·卡列尼娜》      |          | 4                | 1                |
| 2015年 | 《彼得潘》             |          |                  |                  |
| 2017年 | 《最黑暗的时刻》       |          | 6                | 2                |
| 2021年 | 《窺探》               |          |                  |                  |
| 2021年 | 《情聖西哈諾》         |          |                  |                  |

## 外部連結
- 喬·萊特在互联网电影资料库（IMDb）上的資料（英文）
- 喬·萊特在豆瓣上的资料（简体中文）